# Туча (Казатинский район)
Туча (укр. Туча) — село на Украине, находится в Казатинском районе Винницкой области.
Код КОАТУУ — 0521483606. Население по переписи 2001 года составляет 157 человек. Почтовый индекс — 22135. Телефонный код — 4342.
Занимает площадь 6,214 км².

## Адрес местного совета
22135, Винницкая область, Казатинский р-н, с.Куманевка ул.Ленина, 30